# Rolandsmühle

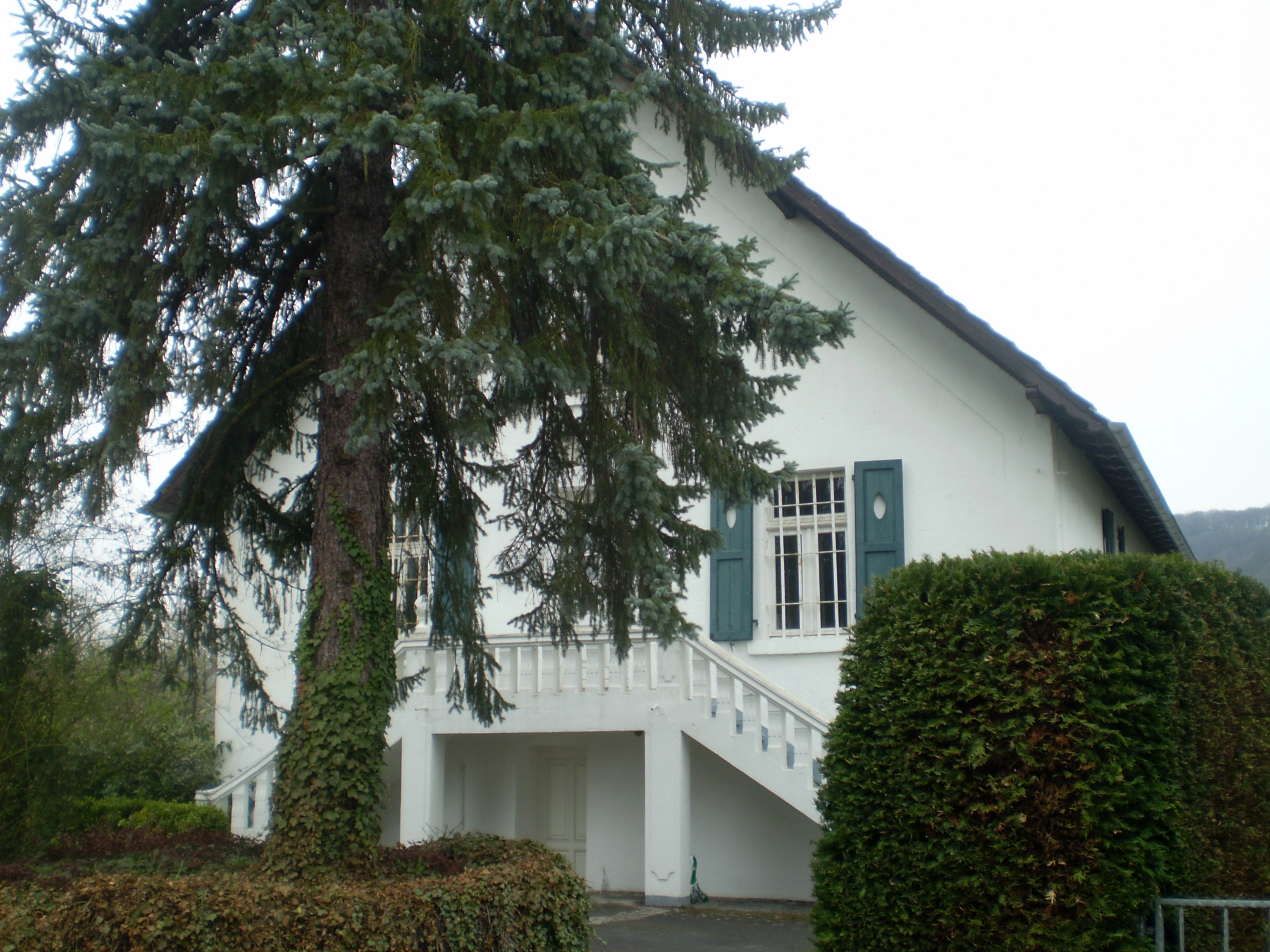
Die Rolandsmühle

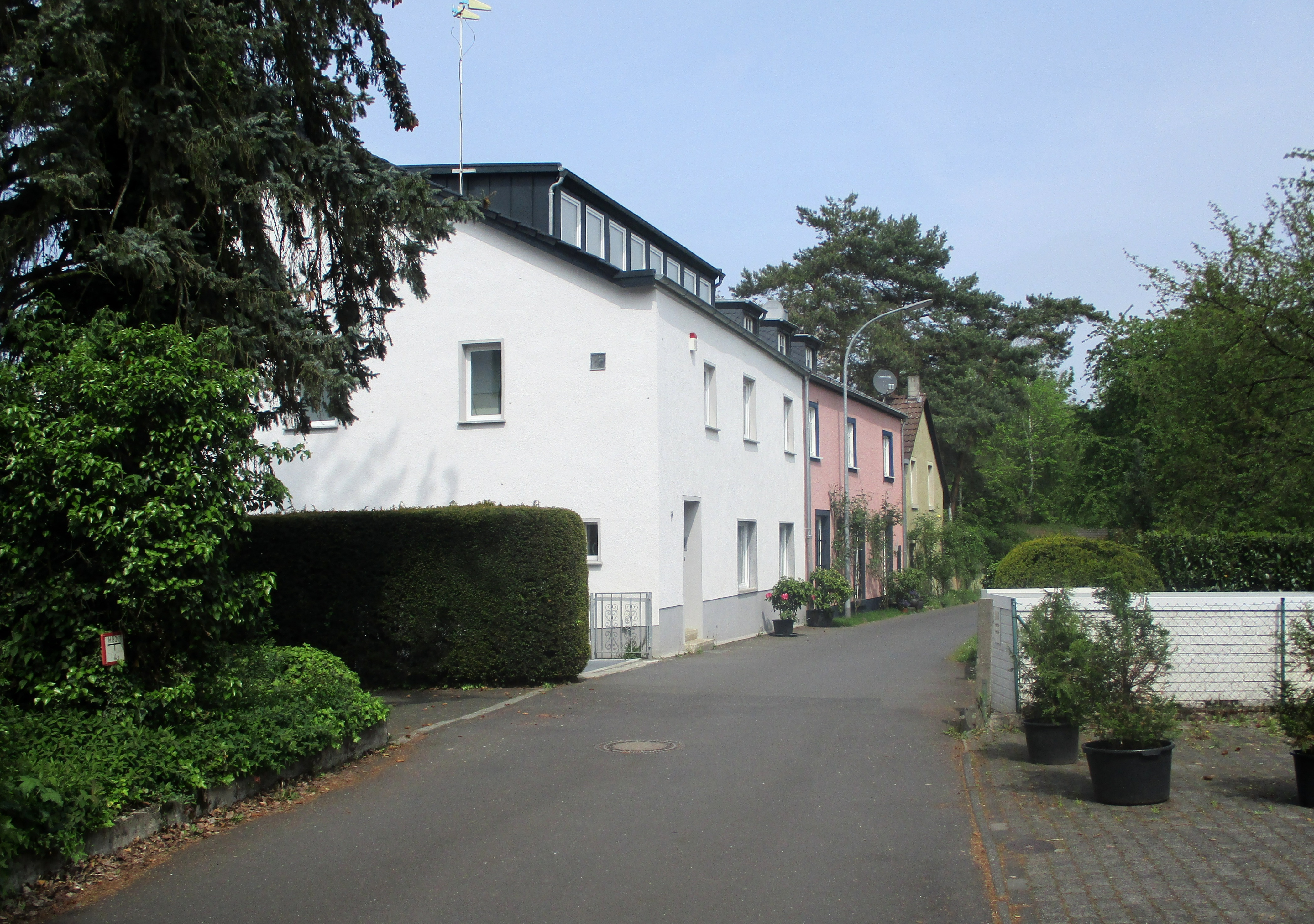
Häuser des Wohnplatzes Rolandsmühle

Rolandsmühle ist ein Wohnplatz der Ortsgemeinde Rheinbreitbach im rheinland-pfälzischen Landkreis Neuwied.
Er liegt am Rhein südlich des Lohfelds unmittelbar an der Grenze zur Stadt Bad Honnef. Erschlossen wird der etwa fünf Häuser zählende Wohnplatz durch die weitgehend parallel zum Rhein verlaufende Heerstraße. Direkt westlich verläuft der Grenzbach Honnefer Graben, der hier in den Rhein mündet. Nördlich grenzt der Uhlhof an, nach Süden hin erstrecken sich zahlreiche Kleingärten. Der Wohnplatz Rolandsmühle ist neben der südlicher gelegenen Siedlung Mühlenweg das einzige am Rhein gelegene, ständig bewohnte Gebiet von Rheinbreitbach.
Benannt ist der Wohnplatz nach der gleichnamigen Wassermühle, deren Ursprung im 16. bis 17. Jahrhundert vermutet wird. Betrieben wurde sie vom Wasser des etwa 500 m südlicher verlaufenden Breitbachs, das über einen Graben dorthin geleitet wurde. Sie hieß ursprünglich Lohfeldsmühle und war in den Jahren 1819 und 1845 als Schleifmühle gekennzeichnet. 1872 war sie zur Ölmühle, 1886 zur Farbmühle umfunktioniert worden. Die damaligen Besitzer stammten aus dem auf der anderen Rheinseite gegenüberliegenden Rolandseck und verliehen ihr ihren heutigen Namen. Sie wandelten die Mühle zu einem Chemiebetrieb um, in dem ein Schmelzofen zur Herstellung von Chlorbarium betrieben wurde. Aus Konkurrenzgründen wurde die 1893 als Barytwerk bezeichnete Rolandsmühle eingestellt und wird seither als Wohnhaus genutzt.